# Bruno Carranza Ramírez
José Bruno Carranza Ramírez (San José, 5 ottobre 1822 – San José, 25 gennaio 1891) è stato un politico costaricano, per breve periodo Presidente della Costa Rica nel 1870.
Salì a potere nel colpo di Stato dell'anno in cui fu deposto il Presidente Jesús Jiménez Zamora.
Si dimise tre mesi più tardi.